# Meme Solís
Meme Solís (Mayajigua, Cuba, 23 de septiembre de 1939) es un cantante, pianista y compositor cubano que en el año 1960 constituyera el afamado Cuarteto Los Meme que dominó en Cuba y en su estilo toda la década de los sesenta. Ha sido una influyente figura de la música popular cubana.

## Primeros años
Meme Solís nació en la localidad de Mayajigua, antigua provincia de Las Villas, el 23 de septiembre de 1939. A los seis años de edad comenzó estudios de piano en el Conservatorio Rita Chapú, de Santa Clara. Muy joven realizó actuaciones como pianista acompañante de la cantante Olga Guillot en el teatro Cloris de esa ciudad en la cual cursó estudios en la Escuela Normal de Maestros.

## Carrera
En 1958 se trasladó a La Habana. Comenzó su carrera profesional como acompañante del cantante Fernando Albuerne en el Salón Caribe del hotel Havana Hilton y se relacionó con compositores e intérpretes vinculados al estilo feeling, tendencia que marcó su producción musical.
Trabajó como pianista acompañante del cuarteto D’Aida, Esther Borja, las Hermanas Lago, Xiomara Alfaro, el dúo Las Capellas, la mezzosoprano Alba Marina, Rosita Fornés y Reneé Barrios, entre otros intérpretes, en espectáculos y actuaciones en cabarés, clubes nocturnos, radio y televisión.
Comenzó a presentarse junto a Elena Burke en teatros y centros nocturnos, labor que le mereció la atención de la crítica musical. Participó en 1959 como pianista y repertorista en el disco de larga duración "La Burke canta", considerado uno de los mejores que hizo la cantante a lo largo de su carrera, con Guillermo Barreto en la batería, Pablo Cano en la guitarra, Papito Hernández en el bajo y Ángel Semilla García en la tumbadora. La producción contiene de la autoría de Solís: "Qué infelicidad", "Para seguirte adorando" y "Es una verdad quererte". Por esa época fue considerado entre los mejores músicos acompañantes del país. Con Elena Burke aparece en el disco "Gemas de Navidad", que se distribuyó a finales de 1959 con la participación de Miguelito Cuní, la orquesta de Ernesto Duarte, Compay Segundo y su grupo, y Rolando Laserie.
Varios intérpretes comenzaron por esa época a incluir creaciones suyas en su repertorio, como Fernando Álvarez ("¿Cómo pude?") y Doris de la Torre ("¿Para qué ilusionarme?").
En 1960 fundó el Cuarteto de Meme Solís con Horacio Riquelme, Ernesto Martín y Moraima Secada, grupo con el cual hizo un disco de larga duración con una orquesta de 30 profesores. Ese mismo año tuvo lugar en La Habana el debut de otros cuartetos vocales que tendrían trayectoria destacada, como Los Modernistas, Cuarteto Del Rey, Voces Latinas y Los D’Enríquez.
El Cuarteto de Meme Solís realizó giras por todo el país y dio a conocer, junto a números del compositor, boleros mexicanos y versiones de baladas, bossanovas y rocks lentos. Debutó en televisión y de inmediato comenzó a ser contratado para actuar en centros nocturnos como El Gato Tuerto, Saint John’s, Club 21 y Tropicana. En 1961 los columnistas de espectáculo lo proclamaron el mejor cuarteto mixto de Cuba.
En 1962 Meme Solís fundó en Radio Progreso, junto a Elena Burke y el compositor y cantante Luis García (1936-2004) el programa diario A solas contigo, que se mantuvo en la programación de esa emisora (con Elena y otros intérpretes) más de veinte años. Durante los ocho años en que Meme Solís actuó en ese espacio se estrenaron obras de Pablo Milanés, Marta Valdés, Ela O’Farrill, Piloto y Vera, y otros compositores cubanos de varias generaciones. El programa sirvió como vehículo para popularizar en Cuba el repertorio internacional entonces de moda, como baladas de Michel Legrand, Bert Kaempfert, y de autores italianos y españoles. A inicios de esa década Solís introdujo cambios de personal en su cuarteto; Bobby Jiménez sustituyó a Riquelme y Raúl Acosta, a Martín.
En 1964 el cuarteto cambió nuevamente de formato y de integrantes. A partir de entonces se conoció con el nombre de Los Meme y fue aclamado por el público como el grupo vocal más gustado del país. Farah María sustituyó a Moraima Secada, Miguel Ángel Piña, a Bobby Jiménez y Héctor Téllez a Raúl Acosta. Trabajaron en shows de los principales centros nocturnos, como el Salón Rojo, del hotel Capri (Caperucita se divierte); Cabaré Continental, del hotel Internacional de Varadero (La Fornés en Varadero, Consuelito en el circo); Tropicana; Johnny’s Dream; Copa Room, del hotel Havana Riviera; San Pedro del Mar, de Santiago de Cuba; Rumayor, de Pinar del Río; y Venecia y Cubanacán, de Santa Clara. En esa década Luis García llevó al disco su canción "Distintos sentimientos"; el combo de Samuel Téllez, "No mires hacia atrás"; Oscar Martin, "Algo extraño"; Omara Portuondo con el combo de Juanito Márquez, "La felicidad"; y Georgia Gálvez, "Vida si pudieras".
Con su canción-balada "Otro amanecer" Elena Burke fue premiada en el Festival de Sopot, Polonia. Los Meme estrenaron en el Festival de Varadero 1965, de Piloto y Vera, "Sólo tú y yo", que obtuvo premio de interpretación. El cuarteto realizó conciertos propios en varios escenarios de la capital, como el teatro Amadeo Roldán y el teatro de la Comunidad Hebrea y participó como invitado en recitales de otros intérpretes.
El disco de larga duración Otro Amanecer, Los Meme, con orquesta dirigida por Rafael Somavilla, contiene algunas de las composiciones más logradas de Solís, como "Ese hastío", "En la distancia" y "Fue tu bendición". La placa contiene un mozambique, una guaracha-chá, una balada de Michel Legrand, la canción italiana de Leo-Carmi "El torrente", y un popurrí de canciones de José Antonio Méndez interpretado por voces y piano, como era usual que se presentaran en los clubes habaneros donde “se hacía feeling”.
Al tiempo que dirigía y se presentaba con su cuarteto, Meme Solís organizó múltiples espectáculos musicales de teatro, televisión y cabaré para los cuales escribió numerosas partituras. Es autor del tema musical que aún identifica al internacionalmente famoso Tropicana. Para el show que lanzó la carrera como solista (1967) de Omara Portuondo compuso "Te dije quédate" (letra de Olga Navarro) y "La orquídea", balada que más tarde Solís incluyó en su último disco de larga duración grabado en Cuba. En esa placa aparecen otras obras suyas que alcanzaron gran popularidad: "Traigo mi voz", "Y como sea", "Destino de los dos" y "Estos días de lluvia".
En 1969 decidió disolver el cuarteto y exiliarse con su familia fuera de Cuba, por lo cual el régimen cortó la difusión de su trabajo en los medios. Trabajó durante un tiempo como operario en una fábrica de cajas de cartón, aunque continuó componiendo canciones que interpretaban Elena Burke, Ela Calvo, Rosita Fornés, Doris de Goya, Las Capellas y otros, entre ellas "Sin un reproche" y "Amor ayúdame".
Formó, sin que apareciese su nombre, el cuarteto Los Cuatro, con un estilo semejante al de Los Meme y de la misma forma hizo música y arreglos para shows, como La Fornés tridimensional. Pocos años antes de viajar a España en 1987, hizo presentaciones públicas en algunos centros nocturnos habaneros, como el Club Atlántico de Santa María del Mar y actuó junto a la compositora Tania Castellanos y el cuarteto Los Cuatro en varios cabarés y teatros de la isla.
Se radicó en Nueva York, ciudad en la que continuó su trabajo musical y grabó varios discos, en solitario y con grupos vocales. Junto a Luis García y Malena Burke realizó dos discos compactos titulados A solas contigo. Durante una década mantuvo en el aire el programa radial El Show de Meme Solís. Produjo un disco compacto de la cantante argentina Libertad Lamarque y otro de Olga Guillot.
Se ha presentado en giras artísticas por México, Puerto Rico, España, Nicaragua, Costa Rica y Santo Domingo. En Estados Unidos ha hecho temporadas en teatros de Broadway con espectáculos como Nostalgia Tropical (1993); Serenata Antillana (1994); Cuba Libre (1995) y Habana under the sea (2003). Ha participado y organizado conciertos en los cuales han actuado Celia Cruz, Paquito D’Rivera, Xiomara Laugart, Maggie Carlés, Pancho Céspedes, Gonzalo Rubalcaba, Isaac Delgado, Argelia Fragoso, Annia Linares y Mirta Medina, entre otros.

## Premios y reconocimientos
Entre los reconocimientos que ha recibido se cuentan: Llaves del Condado y la Ciudad de Miami 1988; Premio ACRIN, 1988, 1989, 1991 y 1996; Medalla de Oro "Manolo Álvarez Mera"; Premio Valores Humanos, 1988 y 1990; Premio Gloria de Cuba, 1990; Premio Hoy como ayer-Tradición Cubana, 2000; y La Montaña, 2001. Una antología del trabajo musical que realizó con su cuarteto durante la década de 1960 recibió en La Habana el Premio Cubadisco 2010. 